# Урош Јовчић
Урош Јовчић (Лазаревац, 29. август 1989) српски је позоришни, телевизијски и филмски глумац и водитељ.

## Биографија
Глуму је завршио у Београду на Академији уметности у класи Ивана Бекјарева. Тренутно је стални члан Позоришта „Бошко Буха”.

## Филмографија
| Год.       | Назив                              | Улога                      |
| ---------- | ---------------------------------- | -------------------------- |
| 2000.-те   |                                    |                            |
| 2009.      | Ђавоља варош                       | Цирил Тутуновски           |
| 2010.-те   |                                    |                            |
| 2010.      | Бели анђео                         | Велимир Средић             |
| 2010.      | Монтевидео, Бог те видео!          | Ђорђе Вујадиновић „Носоња“ |
| 2011.      | Сестре                             | Матурант                   |
| 2012.      | Одабрани                           | Будући студент глуме       |
| 2012—2013. | Монтевидео, Бог те видео!          | Ђорђе Вујадиновић „Носоња“ |
| 2013.      | Монтевидео, видимо се!             | Ђорђе Вујадиновић „Носоња“ |
| 2014.      | Мали Будо                          | Бајо                       |
| 2014.      | Монтевидео, видимо се! (ТВ серија) | Ђорђе Вујадиновић „Носоња“ |
| 2015—2018. | Комшије                            | Миланче                    |
| 2017—2018. | Убице мог оца                      | адвокат Добило Животијевић |
| 2018—2019. | Жигосани у рекету                  | Помоћни тренер Деки        |
| 2019.      | Бисер Бојане                       | Петар                      |
| 2020.-те   |                                    |                            |
| 2020—2022. | Клан                               | Штурм                      |
| 2021.      | Време зла                          | Добрица Ћосић              |
| 2021.      | Небеса                             | асистент у галерији        |
| 2022.      | Од јутра до сутра                  | Иван                       |
| 2022.      | Сложна браћа — Next Đeneration     | Лаки Сатара                |

## Емисије
| Година | Наслов    | Позиција | Телевизија |
| ------ | --------- | -------- | ---------- |
| 2020.  | Штоперица | водитељ  | Б92        |

## Награде
- За улогу Јована у представи „Царев заточник“ Позоришта „Бошко Буха“ на 11. дечјем позоришном фестивалу „Позориште звездариште“ (април 2013)[3]
- Награда младом глумцу за улогу Милана у представи „Сунце туђег неба“ на 49. Фестивалу професионалних позоришта Србије „Јоаким Вујић“ (мај 2013)[4]